# Brauerei Bayerischer Hof
Die Brauerei Bayerischer Hof war die älteste der drei Brauereien in Trommetsheim, einem Gemeindeteil von Alesheim im mittelfränkischen Landkreis Weißenburg-Gunzenhausen. Sie war in der alten Hausnummer 51 beheimatet.

## Geschichte
1625 kann die Brauerei erstmals einem Haus und dem Brauer Friedrich Eckert zugeordnet werden. Der Name Boarisch bzw. Boarischer Wirt leitet sich von der Zugehörigkeit des Anwesens zum kurbayrischen Pflegamt Wemding ab. Ab 1673 war die Brauerei im Besitz von Johann Friedrich Eckert, ab 1700 von Johann Leonhard Stöhr, ab 1724 von Johann Georg Stöhr und ab 1751 von Johann Georg Stöhr. Ab 1800 heißt der Besitzer Johann Paul Stöhr, der 1831 an Georg Leonhard Lutz übergibt. Ihm folgt schon 1843 Georg Friedrich Lutz, dessen Witwe übergab 1878 an Friedrich Ludwig Lutz. Ab 1912 war Georg Friedrich Lutz der Eigentümer, der nach dem Ersten Weltkrieg auch die Brautätigkeit einstellte. Die Gaststätte bestand noch bis 1979 weiter.

## Sommerkeller
Die Brauerei Bayerischer Hof besaß einen Lagerbierkeller nahe Wettelsheim und einen Sommerkeller im Bereich des sogenannten Fischerhauses.